# Effetto gabbia
L'effetto gabbia in chimica descrive come le proprietà di una molecola sono influenzate dall'ambiente esterno.
- In una soluzione una molecola è spesso più accuratamente descritta come avvolta da una gabbia di molecole del solvente, la cosiddetta gabbia solvente.
- In un gas a bassa pressione può essere contenuta una molecola normalmente altamente reattiva e di breve vita.
- Specifiche interazioni ospite/ospitante avvengono nei complessi definiti composti di inclusione.